# Panské Dubenky
Panské Dubenky település Csehországban, a Jihlavai járásban. Panské Dubenky Zahrádky, Studená, Popelín, Kaliště, Klatovec és Počátky településekkel határos. Lakosainak száma 137 fő (2024. január 1.).

## Népesség
A település lakosságának változását az alábbi diagram mutatja:
| Lakosok száma | 319  | 344  | 356  | 263  | 168  | 98   | 115  | 123  | 120  | 137  |
|               | 1869 | 1900 | 1921 | 1961 | 1980 | 2011 | 2016 | 2019 | 2021 | 2024 |